# Лукавац
Лукавац (серб. Лукавац) — населённый пункт в Сербии, Колубарском округе, общине Валево.

## Население
В селе проживает 1054 жителей, из которых совершеннолетних — 822. Средний возраст — 38,9 года (у мужчин — 38,8 года, у женщин — 39,0 лет). В населённом пункте есть 384 домохозяйства, среднее число членов в которых — 2,74.
|        | Этносы | Численность |
| ------ | ------ | ----------- |
|        | сербы  | 1009        |
| цыгане | 36     |             |

## Галерея

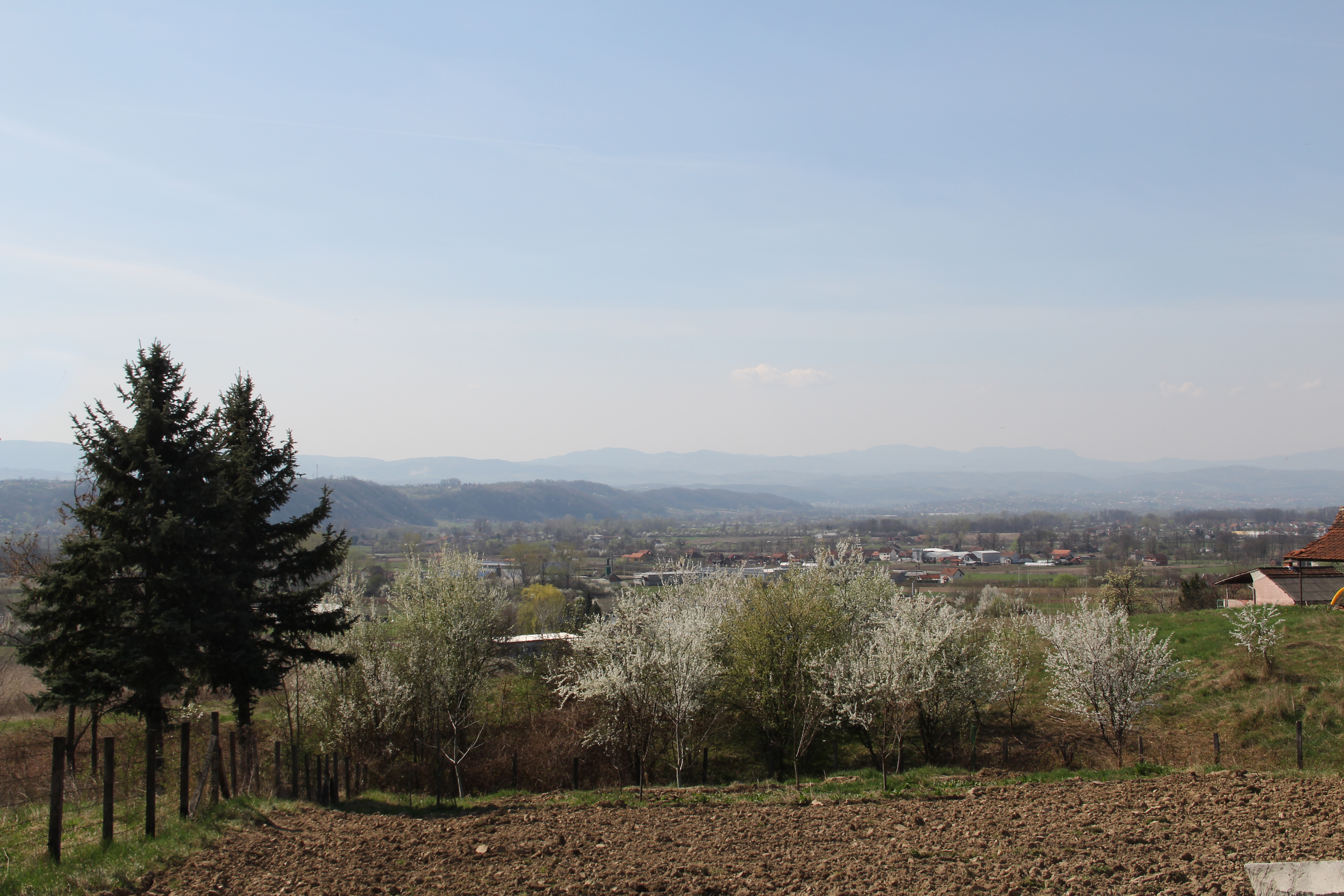
Лукавац - панорама
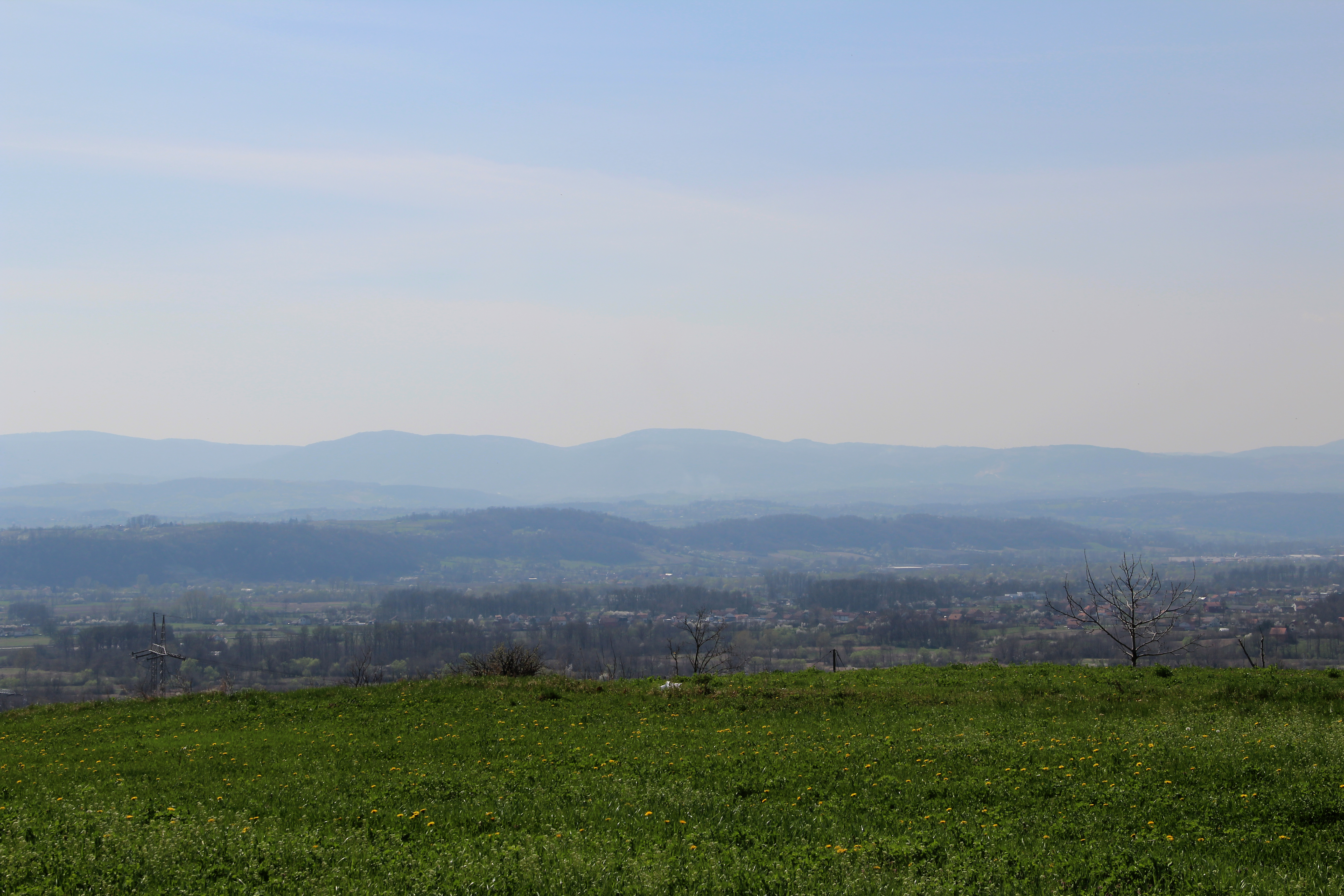
Лукавац - панорама
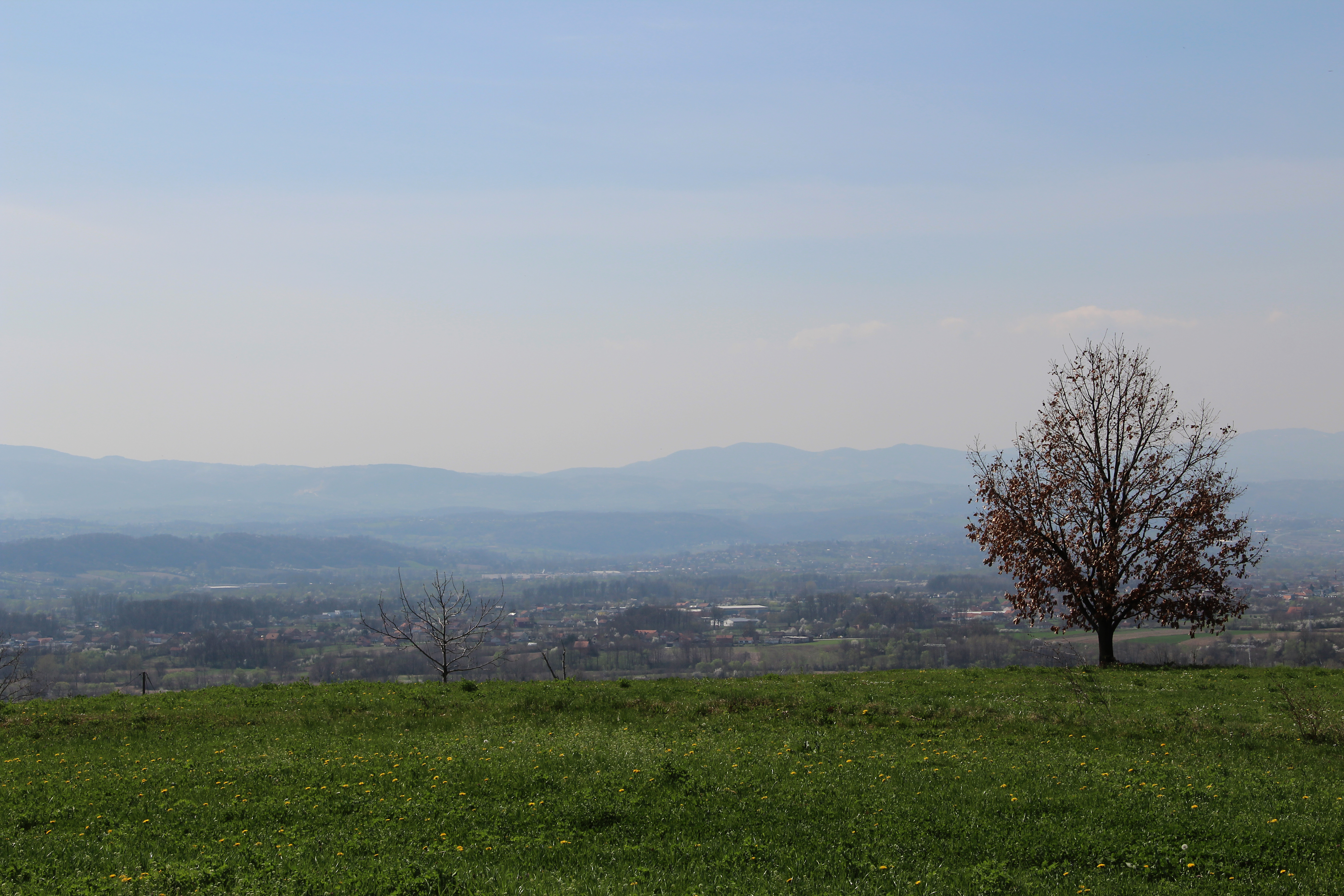
Лукавац - панорама
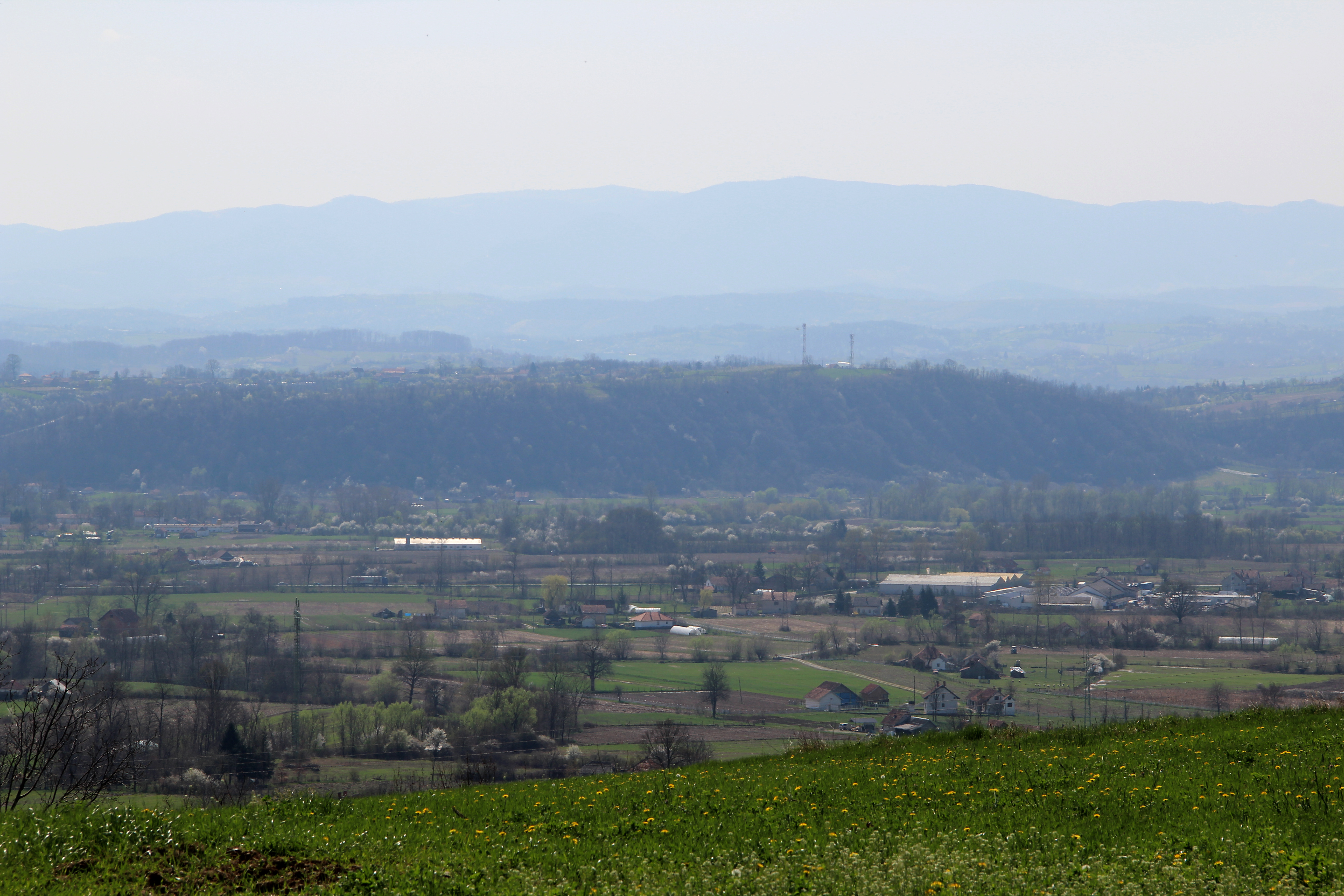
Лукавац - панорама
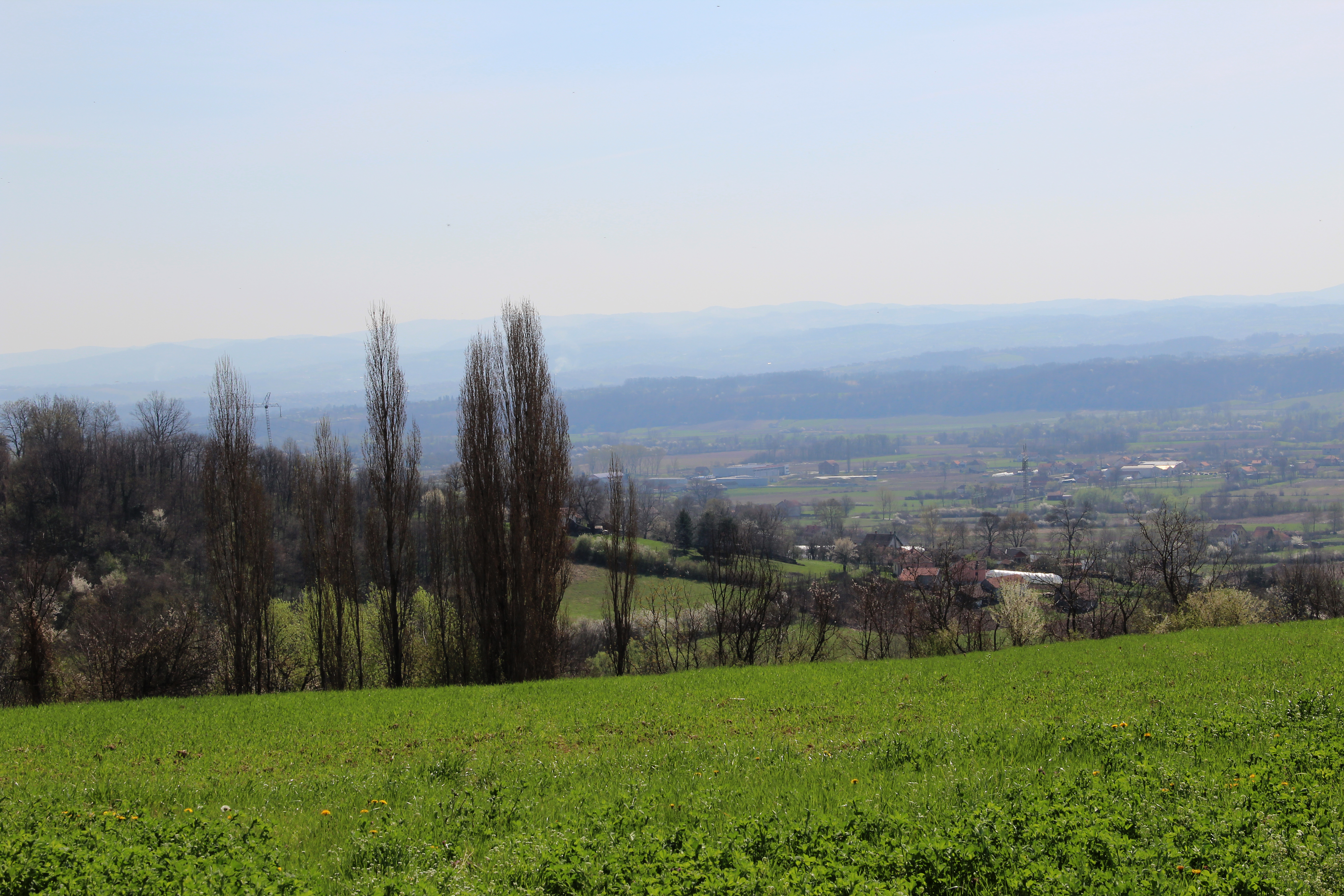
Лукавац - панорама
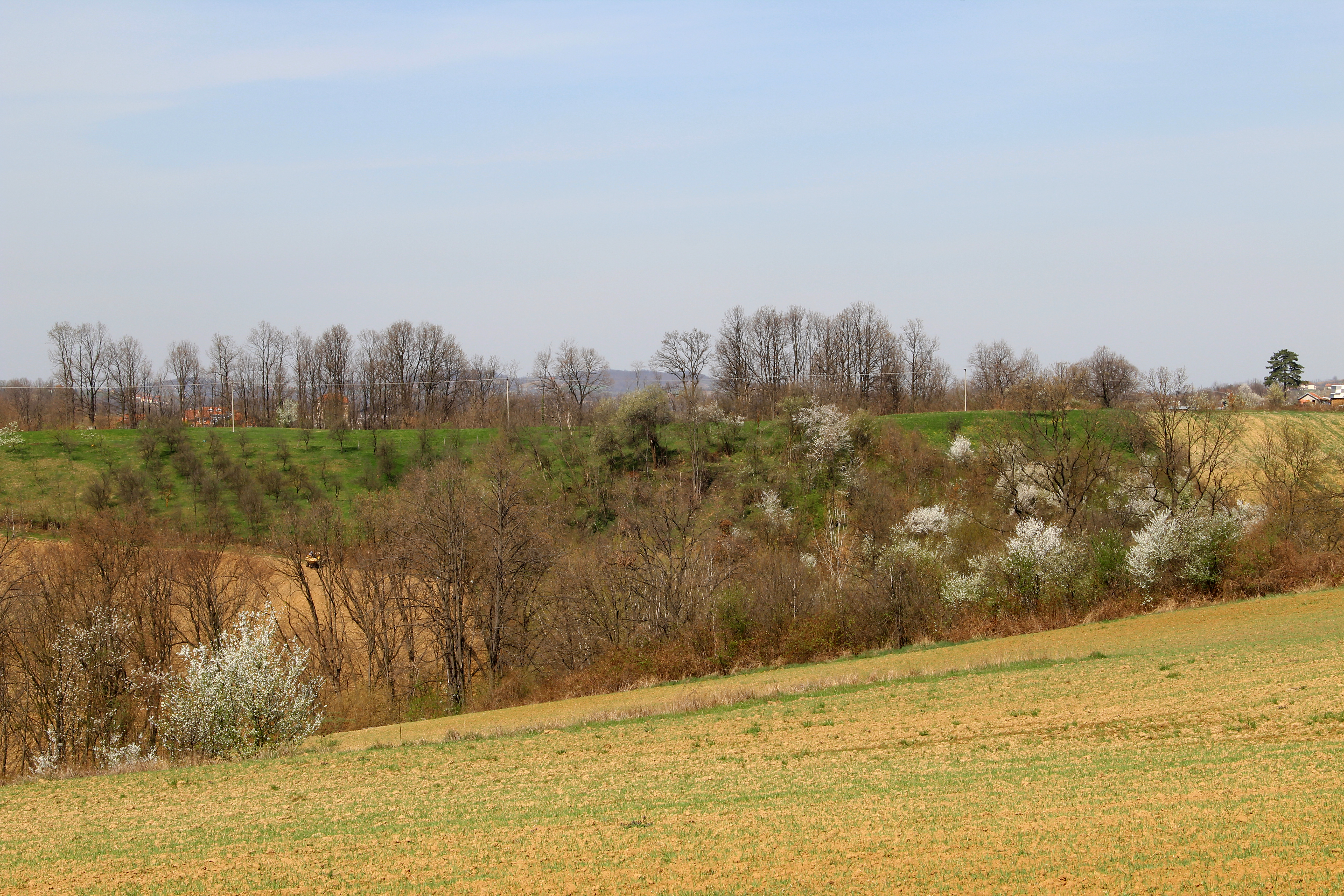
Лукавац - панорама
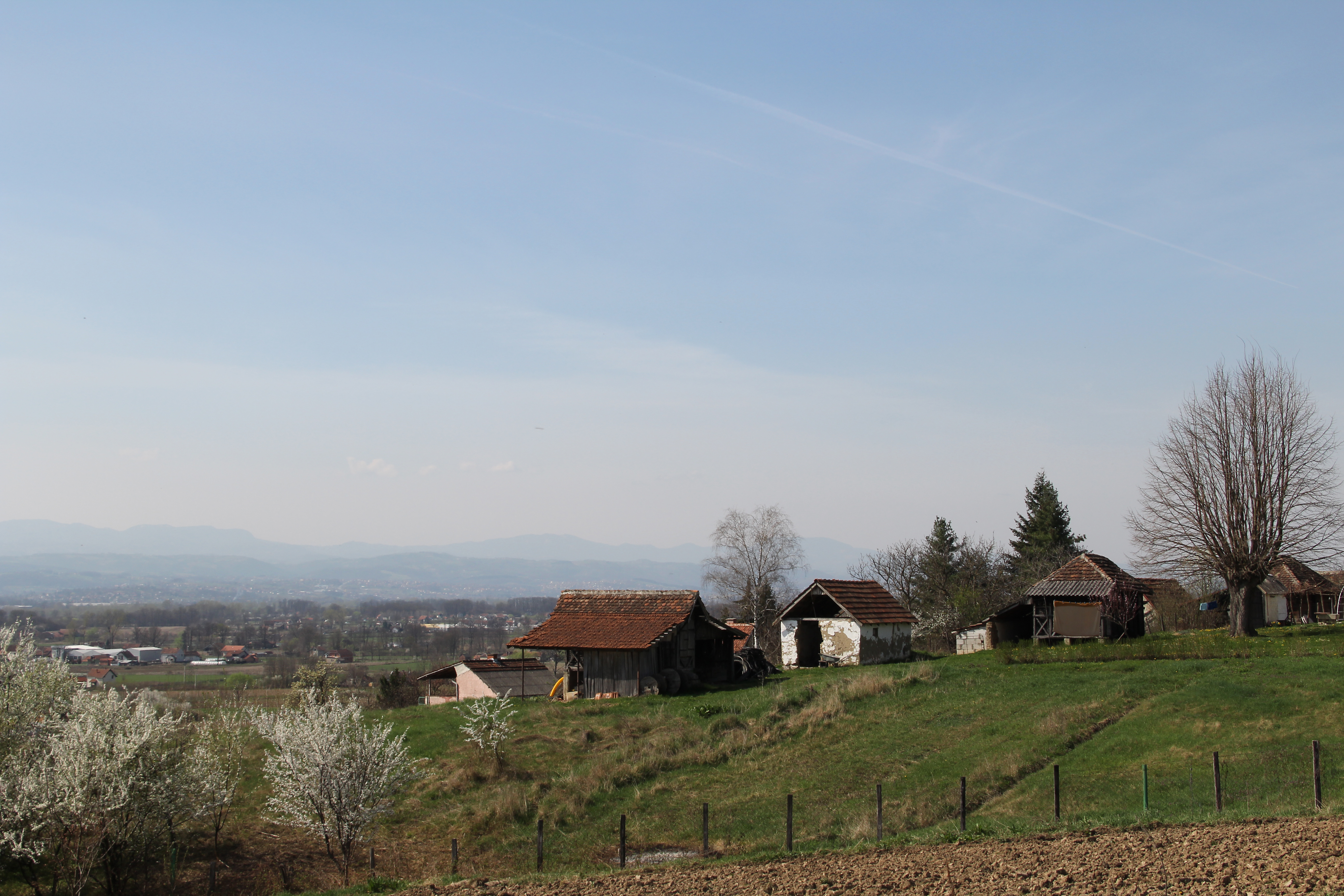
Лукавац - загородная недвижимость
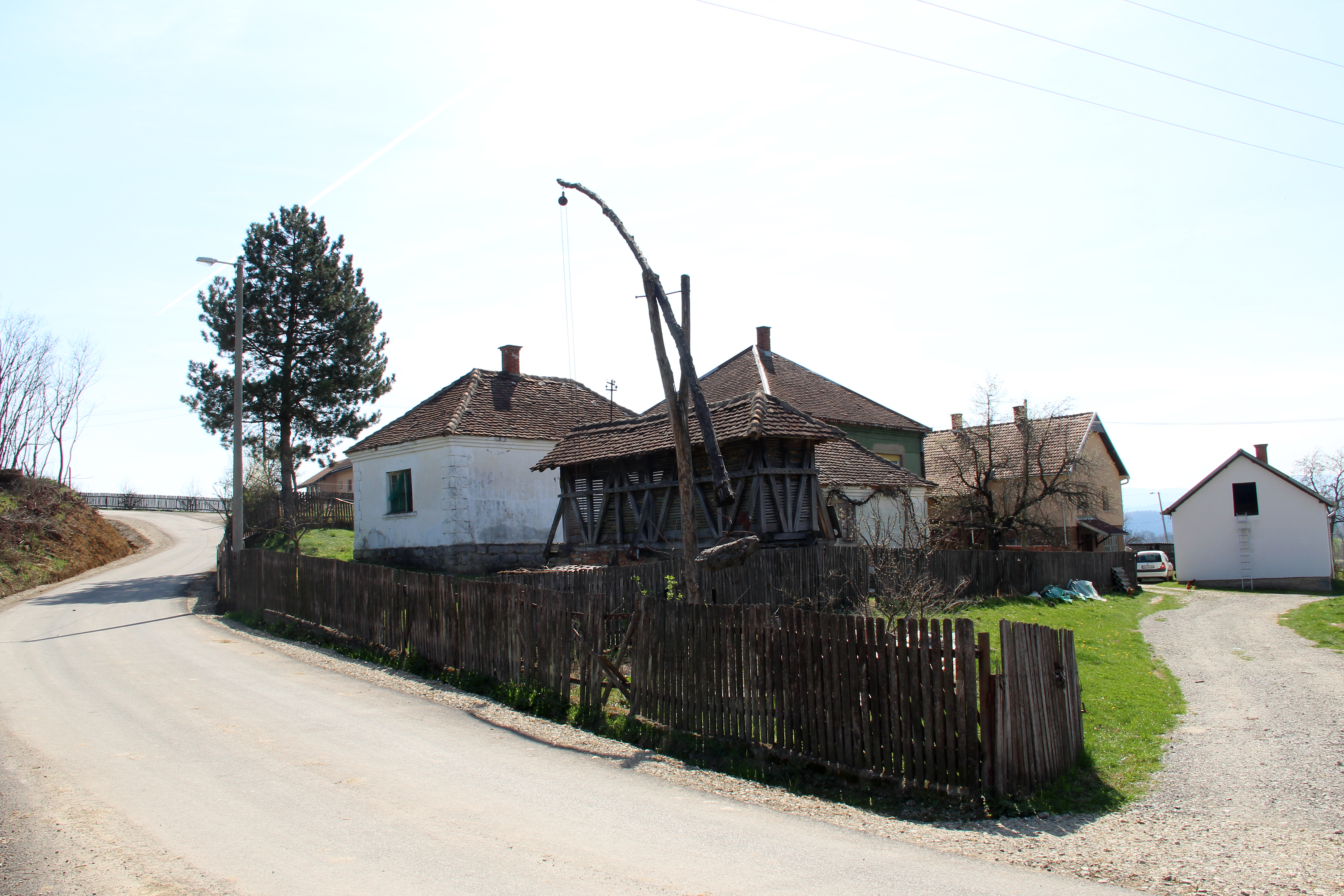
Лукавац - загородная недвижимость
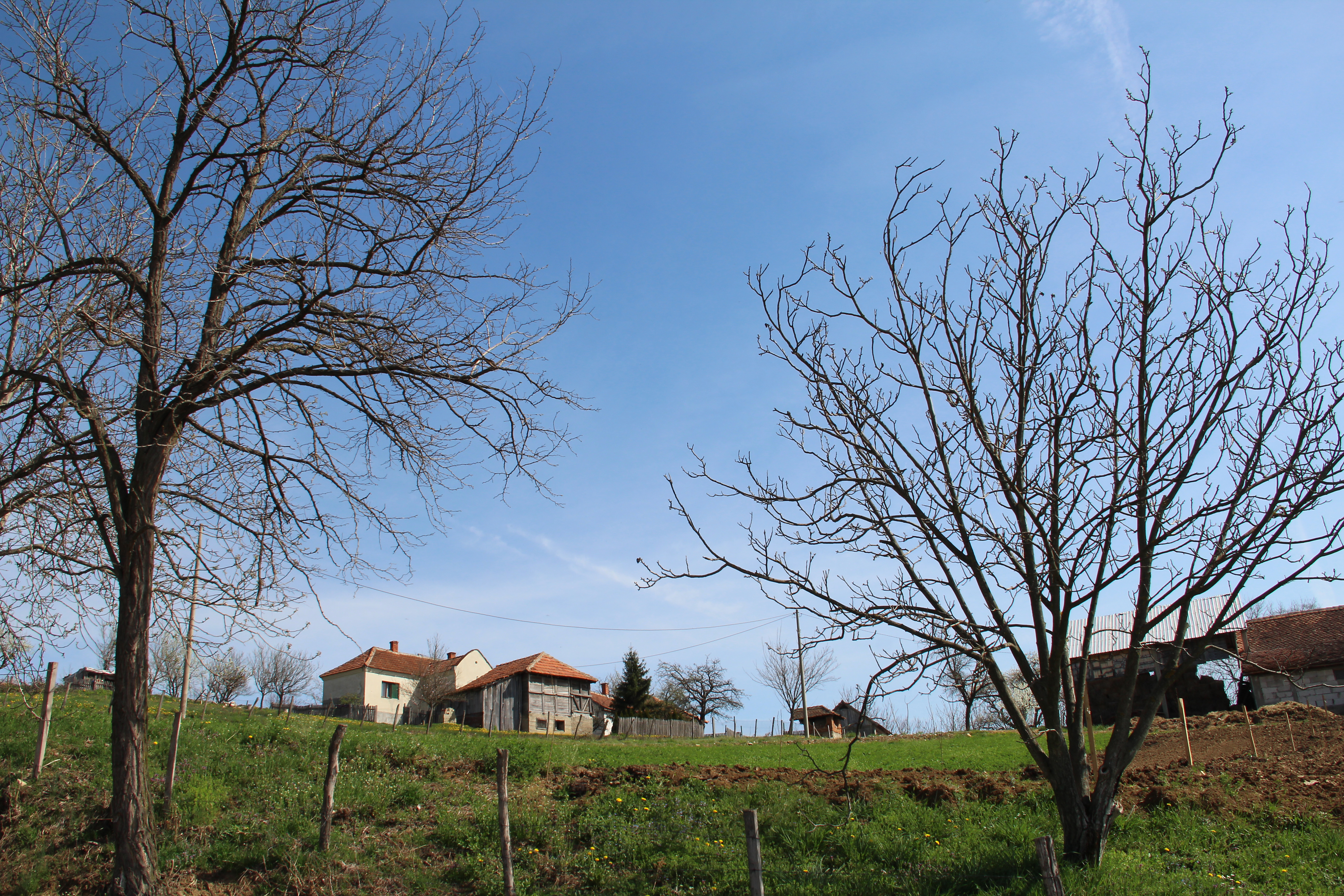
Лукавац - загородная недвижимость